# Isla Lowther
La isla Lowther se encuentra en el Archipiélago Ártico Canadiense, en la región Qikiqtaaluk del territorio de Nunavut. Es una de las islas que se encuentran en el sector oeste del estrecho de Barrow.
Las islas de Bathurst y Cornwallis están al norte mientras que la isla del Príncipe de Gales se localiza al sur. La isla está rodeada de un grupo de islas deshabitadas. Está 24,9 km al noreste de la isla Young, separada de esta por el paso Kettle, una ruta utilizada por barcos, y 21 km al sureste de la isla Garrett, separada de esta por el canal Hayes.
La isla Lowther mide 27 km de largo y entre 3,2 y 9,7 km de ancho y tiene una superficie de 145 km². Está bordeada por terrazas marinas, la mayor elevación es de 106,5 metros sobre el nivel del mar. La Gourdeau Point está en la vertiente sur de la isla y el Lowther Shoal, en la sur-sureste.

## Historia
El primer europeo que avistó la isla fue William Edward Parry en 1819. Fue bautizada en nombre de un familiar de Hugh Lowther, V señor de Lonsdale, quien visitó la isla Lowther, que trabajó para la Compañía de la Bahía de Hudson.
En agosto de 1852, Émile-Frédéric de Bray, en busca de Sir John Franklin, pasó una semana en la isla Lowther y cerca de la isla Griffith. La isla fue visitado también por Francis Leopold McClintock como parte de la expedición de 1852 a 1854 conducida por Henry Kellett.